# Three-note voicing
Bij three-note voicings maakt men gebruik van drie noten om een akkoord te vormen. Dit is de meest elementaire manier van voicen van een akkoord.
Een three-note voicing bestaat (meestal) uit de grondtoon in combinatie met de twee guide tones van het akkoord, dit zijn de terts en de septiem van een akkoord. De kwint wordt meestal niet gespeeld, omdat deze niet bepalend is voor de akkoorddefiniëring (met uitzondering van verminderde akkoorden). Het toevoegen van een kwint zou ook in veel gevallen afbreuk doen aan een jazzy geluid, zo spreekt men wel over het beruchte keukenmeiden-akkoord (een dominantseptiemakkoord in grondligging met de kwint erbij, bijvoorbeeld C-E-G-Bb).
Three-note-voicings op een II-V-I-progressie.